# Mabel Addis
Mabel Addis Mergardt, née le 21 mai 1912 à Mount Vernon, en Virginie, et morte le 13 août 2004 à New York, est une écrivaine, enseignante américaine. En 1964, elle devient la première game designeuse, grâce au jeu The Sumerian Game, programmé par William McKay, sur IBM 7090.

## Biographie
Mabel Addis née Mabel Holmes, de l'union de James Holmes et Mabel Wood, grandit dans le Mount Vernon, en Virginie (États-Unis). Elle excelle à l'école et obtient son diplôme, major de promotion, en 1929. Une fois son diplôme en poche, elle décroche un diplôme en Histoire ancienne et une mineure en psychologie en 1933, au Bernard College (Columbia), puis une Maîtrise en éducation à l'Université de Columbia ,.
Mariée à Alexander L. Addis en 1942, avec qui elle a une fille (Alexandra Addis Johnson), Mabel Addis est veuve en 1981 et épouse Gerard Mergardt en 1991, avant d'être veuve en 1995.
Elle travaille dans un premier temps dans une école rurale à classe unique, puis de 1937 à 1950 à l'école Hyatt Avenue, avant d'enseigner dans le district scolaire de Katonah-Lewisboro de 1950 à 1976 ,.
Ses connaissances en Histoire lui permettent de contribuer aux comités d'Histoire et de livres du district scolaire. En outre, elle écrit et publie des articles historiques, commence une collection d'histoires orales et co-écrit un livre intitulé Katonah: a History of a New York Village and Its people.
Très active dans sa communauté, Mabel Addis fait partie de plusieurs associations et sociétés historiques. Elle est ainsi : membre du comité bicentenaire de Somers ; membre du comité littéraire et du comité d'Histoire de la société d'amélioration du village de Katonah ; secrétaire et Trésorière du cercle des agriculteurs de Bedford ; présidente de la Société Historique de Somers ; présidente de la commission du musée ; membre du comité républicain de la ville de Somers ; présidente du bicentenaire de Brewster ; bénévole au Musée de Southeast  ; et membre de la société de protection des monuments de Brewster .
Après l'aventure de la création de The Sumerian Game, Mabel Addis quitte le monde vidéoludique et finit sa carrière d’enseignante à l’école Katonah de New York, ville où elle décède en 2004, à l'âge de 92 ans ,.

## The Sumerian Game
C'est seulement dans les années 1960, que Mabel Addis fait son entrée dans le monde vidéoludique, en étant choisie pour travailler avec IBM et Boards of Cooperative Educational Services (BOCES, un programme destiné à aider les écoles rurales à mettre en commun leurs ressources et dont le directeur du comté de Westchester considère que les ordinateurs et les jeux de simulation sur ordinateur peuvent être utilisés pour améliorer les résultats scolaires dans les petits districts), pour créer le premier jeu informatique basé sur du texte : The Sumerian Game.
Elle travaille ainsi pour BOCES et IBM pendant 5 étés.

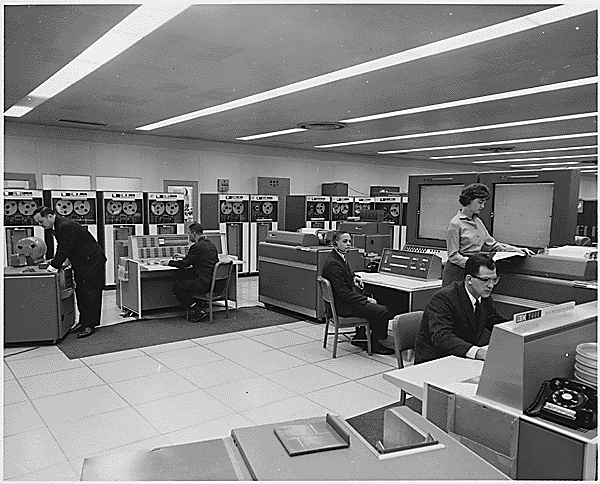
L’IBM 7090 du programme Mercury de la NASA en 1962.

En 1964, par le programme éducatif Boards of Cooperative Educational Services, The Sumerian Game est créé, sur IBM 7090 (ordinateur introduit en 1959). Il s'agit d'un jeu de gestion, en mode texte, où le joueur incarne successivement trois souverains de la cité de Lagash, du pays de Sumer (d'où le nom du jeu), en Mésopotamie, vers -3500 A.D...
Imaginé pour être joué par un groupe d'élèves (bien qu'une seule personne soit amenée à entrer les réponses), le jeu est divisé en trois phases dont la complexité croissante correspond aux règnes successifs de ces dits trois souverains.
Chaque phase se déroule en une suite de tours où il faut répondre par des nombres à une série de questions posées par le programme.
Les réponses doivent être entrées sur l'élément central de l'IBM 7090, par l’intermédiaire d’un téléscripteur.
La première version du jeu a été jouée par un groupe de 30 élèves de sixième en 1964, alors qu'une deuxième version, au gameplay remanié, avec des éléments narratifs et audiovisuels ajoutés (présentés comme des discussions entre les conseillers du souverain, associées à des images affichées sur un écran par l’intermédiaire d’un projecteur de diapositives) a été jouée par un deuxième groupe d'élèves en 1966.
Cependant, les deux versions du programme reposent sur le même principe.
La première phase du jeu débute en -3500 A.D. et chaque tour correspond à une saison (limitée à trente tours dans la deuxième version du jeu).
Chaque tour débute avec un rapport sur la situation de la cité (nombre d'habitants, surfaces de terres agricoles, nombre de fermiers ou encore la quantité de grains récoltés et stockés). Il est suivi par une série de questions permettant de définir la quantité de grains à stocker et à utiliser pour les plantations et/ou pour nourrir la population.
Une fois les décisions prises par le joueur, le programme calcule les effets de ces choix sur la situation de la cité. En outre, à chaque tour, le programme peut générer plusieurs événements. Ainsi, à l'instar d'un SimCity bien des années plus tard, la cité peut être touchée par des catastrophes naturelles, telles des incendies ou des inondations, ayant pour conséquences de détruire un certain pourcentage de la population et/ou des récoltes. Mais le programme prend également en compte la possibilité de la disparition d'une partie des réserves de grains par pourrissement ou à cause des rats.
En outre, comme dans un Civilization, la découverte d’innovations technologiques ont un impact sur le développement du jeu (exemple : limiter la quantité de grains gâchés à chaque tour ou réduire le nombre de fermiers nécessaires pour cultiver chaque parcelle). Ces découvertes nécessitent du joueur d'avoir pris les bonnes décisions (exemple : avoir nourri sa population pendant plusieurs tours successifs).
Au début des phases suivantes, afin de représenter le passage à une autre époque, le programme ajuste la population et les réserves de la cité à des valeurs prédéfinies, indépendamment des résultats obtenus précédemment.
Dans la première version du jeu, les phases deux et trois reposent sur le même principe que la première, mais donnent au joueur de nouvelles options : la deuxième phase permet d'assigner la population à l’artisanat pour débloquer des innovations ; et la troisième phase permet le développement du commerce et ainsi étendre la cité.
Dans la seconde version du jeu : les phases deux et trois sont limitées à dix tours ; la deuxième ne demandant plus de gérer les allocations de grains mais uniquement d’assigner les habitants à l’agriculture ou à l’artisanat ; et la troisième phase restant ce qu'elle était, bien qu’il soit un temps envisagé d’y supprimer la gestion du grain et d’y ajouter de nouvelles options en termes de commerces, de colonisation et de guerre.
Le code original de ce jeu est malheureusement aujourd'hui perdu, mais les diapositives du projecteur et trois imprimés de sessions de jeu individuelles ont été trouvés en 2012 et donnés au The Strong National Museum of Play (New York, États-Unis), où ils sont conservés dans le Brian Sutton-Smith Library and Archives of Play.,
En effet, bien que la fille d’Addis ait fait don de toutes les notes de sa mère, concernant The Sumerian Game, à la demande de l’historien Devin Monnens, à ce musée, cela ne couvre que le premier tiers de la version de 1964 du jeu, faisant de ce jeu, à l'instar des contributions apportées par Mabel Addis, une page oubliée de l'Histoire des jeux vidéo.

## Postérité
The Sumerian Game est resté oublié de tous jusqu'à la publication, en 1974, de 101 Basic Computers Games (recueil de jeux regroupant de nombreux jeux sur ordinateur à taper à la main dans le langage de programmation BASIC), dans lequel on trouve un jeu largement inspiré de The Sumerian Game : Hamurabi.
Bien que son jeu a été créé et développé dans le cadre de recherches de nouveaux usages pour les simulations informatiques, il a réellement été le pionnier de plusieurs développements dans le milieu. Il est d'ailleurs souvent vu comme étant l'un des jeux ayant eu le plus d'influence sur le monde vidéoludique.
Outre le fait d'être un prototype en matière de jeux de stratégie, de gestion et de construction de villes, le jeu créé par Mabel Addis a été décrit comme le premier jeu vidéo avec un récit, ainsi que le premier jeu ludo-éducatif.
The Sumerian Game est le premier jeu vidéo créé sur un ordinateur entièrement électronique.

## la Collection d'Histoire Orale Mabel Addis

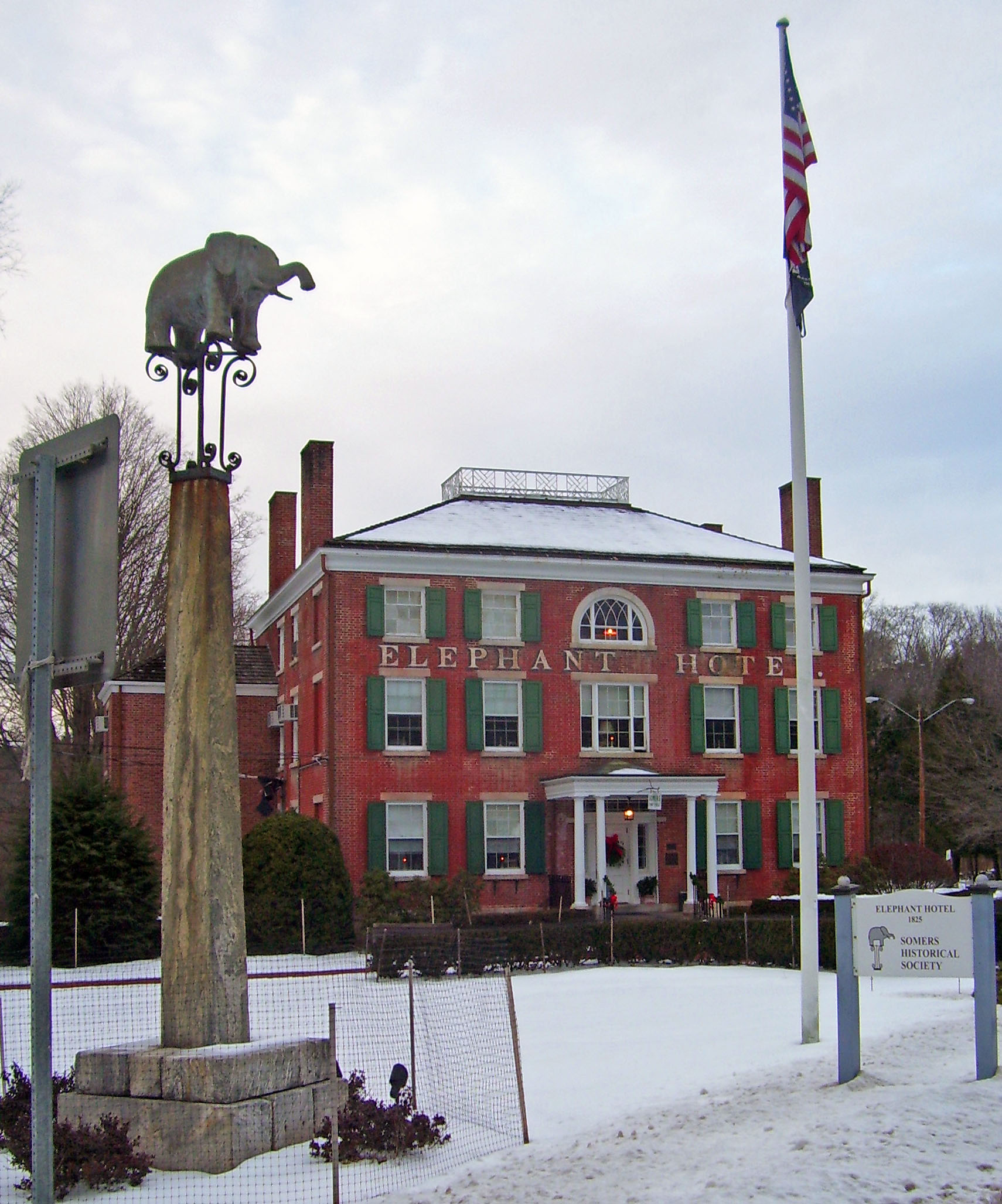
Elephant Hotel, National Historic Landmark, à Somers (New-York, États-Unis), dont la Somers Historical Society occupe le troisième étage.

La Collection d'Histoire Orale Mabel Addis (Mabel Addis Oral History Collection), est une collection constituée des interviews, menés dans les années 78-80, sur des sujets historiques traitant de Somers s’étendant sur environ 150 ans (du début du XIXème au milieu du XXe siècle) .
En effet, membre fondateur et membre du Conseil d'Administration de Sociétés Historiques, ainsi qu'historienne et autrice de plusieurs livres d'Histoire, Mabel Addis, reconnaissant la valeur des histoires orales comme des faits concrets, a permis d'organiser et a mené des interviews historiques, avec des habitants de longue date de Somers .
La numérisation de ces interviews est financée par une généreuse bourse accordée par l'Institut des services des musées et des bibliothèques (IMLS).

## Publications
- Abba Laura Howe, Laura D Bailey, Mabel H Addis & Henry H Wells, Brewster through the years 1848 - 1948 - History and Folklore, Harbor hill Books, 1955.
- Mabel Addis, « chapitre XVII : 1917 - 1926 », Frances Duncombe, Katonah, the history of a New York village and its people, The Society, Katonah, N.Y., 1961, p. 238-249.
- History of Southeast, 1988.
- Somers Historical Society, Somers, its People and Places 1788-1988, a 200 Year History, Somers, New-York, 1989.
- co-autrice du Katonah Civic Club
- Jo Pitkin, Cradle of the American Circus: Poems from Somers, New York : Mabel Addis, Apendix A, The Birth,